# كاران باتل
كاران باتل هو ممثل هندي، ولد في 23 نوفمبر 1983 في الهند.

## وصلات خارجية
- كاران باتل على موقع IMDb (الإنجليزية)
- كاران باتل على موقع قاعدة بيانات الفيلم (الإنجليزية)